# Közös szavakból
A Közös szavakból Sztevanovity Zorán tizenkettedik szólóalbuma, ami 2006. november 20-án jelent meg.

## A lemez
A lemez a Tom-Tom Stúdióban készült Presser Gábor, Sipeki Zoltán és Zorán zenei rendezésében, és a Universal Musicnál jelent meg. 11 felvétel szerepel rajta, a teljes játékidő 44 perc 19 másodperc.
A kiadvány jubileumi lemeznek számít, mivel Zorán, Dusán és Presser harminc évvel az album megjelenése előtt, 1976 őszén kezdett el közösen dolgozni. Erről szól a Harminc című dal (Track 5); érdekessége, hogy néhány sort Dusán is énekel benne.
Két dala, a Csak a szerelem (Track 10) és A máshol élők városa (Track 8) 2006 nyarán Presser Gábor T12enkettő című albumán is megjelent. Az utóbbi eredetileg Bruce Springsteen Streets of Philadelphia című dalának a feldolgozása volt, és A körben című maxi-cédén kapott volna helyet, de a jogtulajdonosok nem járultak hozzá a megjelenéshez. Ezért Presser Gábor új zenét írt Dusán szövegére, és ez a változat került fel a lemezekre (a T12enkettőre Presser, a Közös szavakbólra Zorán énekhangjával).

## Közreműködők
Paczári Károly – hangmérnök
Presser Gábor – zongora, melodica, Hammond-orgona, ütőhangszerek, ének, vokál, billentyűs hangminták: gitár, basszus, bendzsó, Rhodes-zongora, harmonika, vonók
Sipeki Zoltán – gitárok, mandolin
Horváth Kornél – ütőhangszerek
Szabó Tamás – szájharmonika
Orosz Zoltán – harmonika
Borlai Gergő – dobok
Csányi István – szaxofon, vokál
Magyar Hajnal – ének, vokál
Óvári Éva, Nádasi Veronika, Kabelács Rita, Karácsony János, Kovács Péter Kovax – vokál

## Dalok
Valamennyi dalt Presser Gábor és Sztevanovity Dusán írta.
1. Penitencia – 4:18
2. Közös szavakból – 3:23
3. Ki figyel rám? – 2:31
4. Alszol a vállamon – 4:09
5. Harminc – 2:21
6. Maradj a hangszernél – 5:27
7. Hiába vársz – 4:41
8. A máshol élők városa – 2:45
9. Vihar – 6:33
10. Csak a szerelem – 4:16
11. A sziget – 3:55

Teljes játékidő: 44:19

## Külső hivatkozások
- Zorán honlapja